# جليز جند
جليز جند (بالفارسية: جلیزجند) هي قرية تقع في قسم شهر أباد الريفي في إيران. يقدر عدد سكانها بـ 574 نسمة بحسب إحصاء 2016.